# Cláudia Leitte
Claudia Cristina Leitte Inácio, ou Claudia Leitte (née le 10 juillet 1980 à São Gonçalo dans l'État de Rio de Janeiro), est une chanteuse brésilienne. Elle est jusqu'en 2008 la chanteuse du groupe brésilien d'axé Babado Novo.

## Biographie

### Jeunesse et débuts
Elle déménage très jeune de Rio à Salvador avec sa famille et, à 7 ans, elle rejoint un groupe formé d'enfants. À 13 ans, elle devient chanteuse professionnelle et accompagne Nando Borges, un artiste local,,. Elle se produit ensuite dans les bars de la capitale de l'État de Bahia et, lors des carnavals, elle chante pour divers groupes jusqu'à sa participation à la formation du nouvel ensemble Babado Novo.

### Companhia do Pagode e Babado Novo

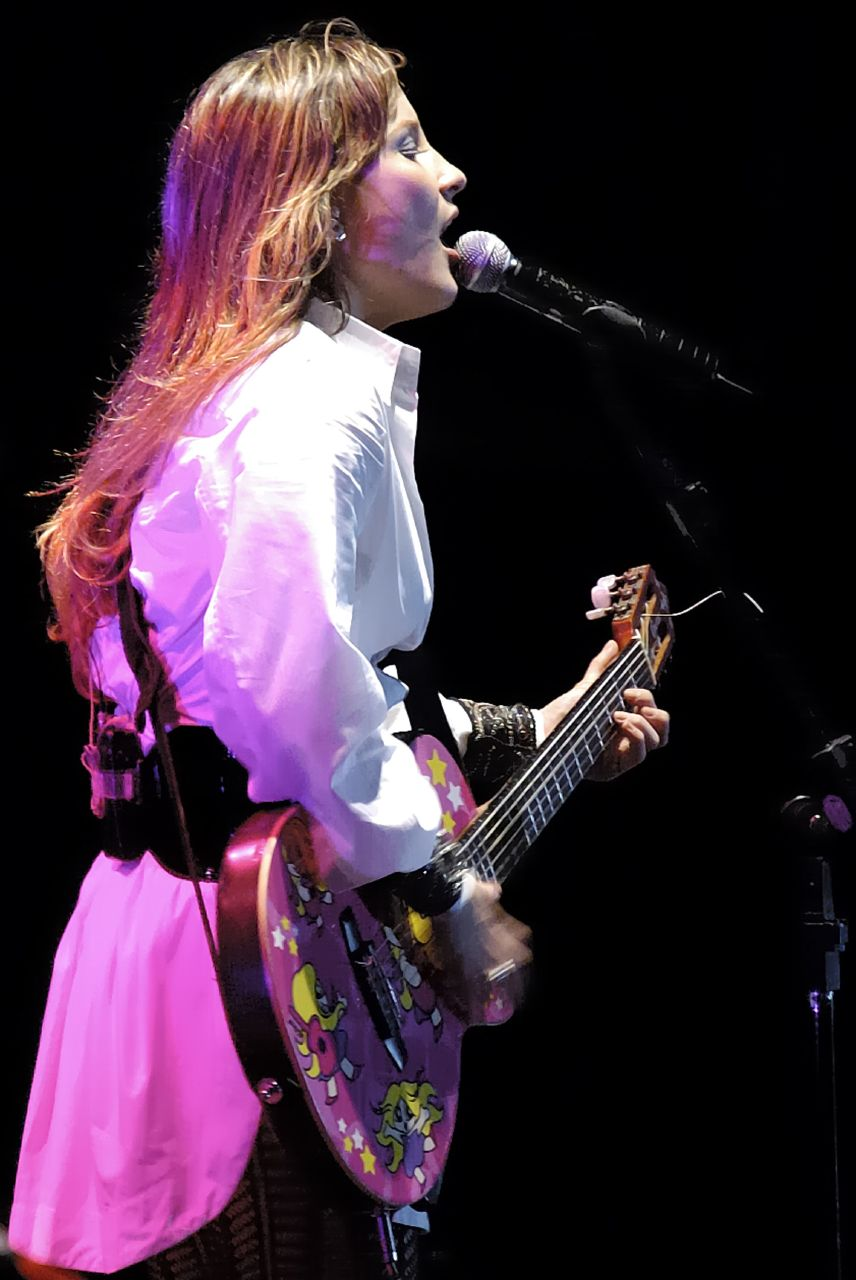
Cláudia Leitte, en 2007.

En 2000, Claudia Leitte signe son premier contrat commercial avec les entrepreneurs Cal Adam et Manuel Castro pour devenir chanteuse du groupe Nata do Samba, mais la même année, elle rejoint la Companhia do Pagode,. En 2001, elle intègre le groupe d'axé de Salvador, Babado Novo. Par son apport vocal, le groupe commence à connaître le succès au-delà des frontières de l'État de Bahia, notamment à partir de 2005 avec les musiques de carnaval, Amassadinho et Cai Fora.
Contrastant avec la plupart des chanteuses bahianaises, elle se teint les cheveux en blond et va jusqu'à se grimer en Marilyn Monroe lors du carnaval 2005.
Loin des stéréotypes, elle fréquente les facultés de Droit, de Communication et de Musique, mais n'alla jamais au bout, par manque de temps et à cause des difficultés à concilier sa vie professionnelle et les études.
Participant aux carnavals de Salvador et à de nombreuses micaretas dans tout le pays, sa renommée la place parmi les plus célèbres chanteuses brésiliennes actuelles de musique axé.
Même en ayant un agenda très serré avec plusieurs shows, présentations de son 1er album, et autres, Claudia est une artiste engagée dans les causes sociales. Elle est la marraine de la campagne contre la violence sexuelle envers les jeunes du Ministère Public depuis 2007.

Claudia et son mari (qui est aussi son imprésario et producteur) Márcio Pedreira sont parents de leur 1er fils, Davi, né le 20 janvier 2009. Sa grossesse est énormément suivie dans les médias. Claudia n'a pas arrêté ses présentations et arrive à la fin de sa grossesse en très bonne forme. 

« La grossesse n'est pas une maladie, c'est la vie. Je veux célébrer ce moment avec mes fans et partager avec eux ma joie[réf. nécessaire]. »

— Claudia
Les grands succès de la carrière de Claudia Leitte, sont Exttravasa, Insolação do Coração, Horizonte, Caranguejo, Canudinho, Doce Paixão et Beijar Na Boca qui fut élu musique du carnaval 2009 en 9 des 11 principaux trophées du carnaval.
Claudia est contre la drogue et refuse de participer, par exemple, à des publicités pour de la bière (même si, en 2006, elle participe, avec les chanteurs Zeca Pagodinho, Sandra de Sá, Latino et Toni Garrido, à une campagne publicitaire de la bière Brahma, qui supportait l'Équipe nationale brésilienne pour la Coupe de monde 2006). En 2008, la chanteuse signe un contrat de 3 ans avec Guaraná Antarctica (qui appartient, comme la bière Brahma, à la compagnie AmBev), devenant ainsi la nouvelle égérie de la marque.
Le 2 juillet 2009, le jour de l'indépendance de Bahia, Claudia Leitte réalise un mega-show pour à peu près 230 000 personnes dans le Phare de Barra à Salvador da Barra. Le show est aussi le lancement de la nouvelle tournée de la chanteuse Sette. En août 2009, Cláudia débute en tant qu'actrice, interprétant son propre rôle dans une participation spéciale la saison de 2009 de Malhação, partageant les attentions de l'actrice et chanteuse Mariana Rios. Et remplace la propia Mariana Rios, comme batterie de la Reine de la Mocidade.

### As máscaraset suites

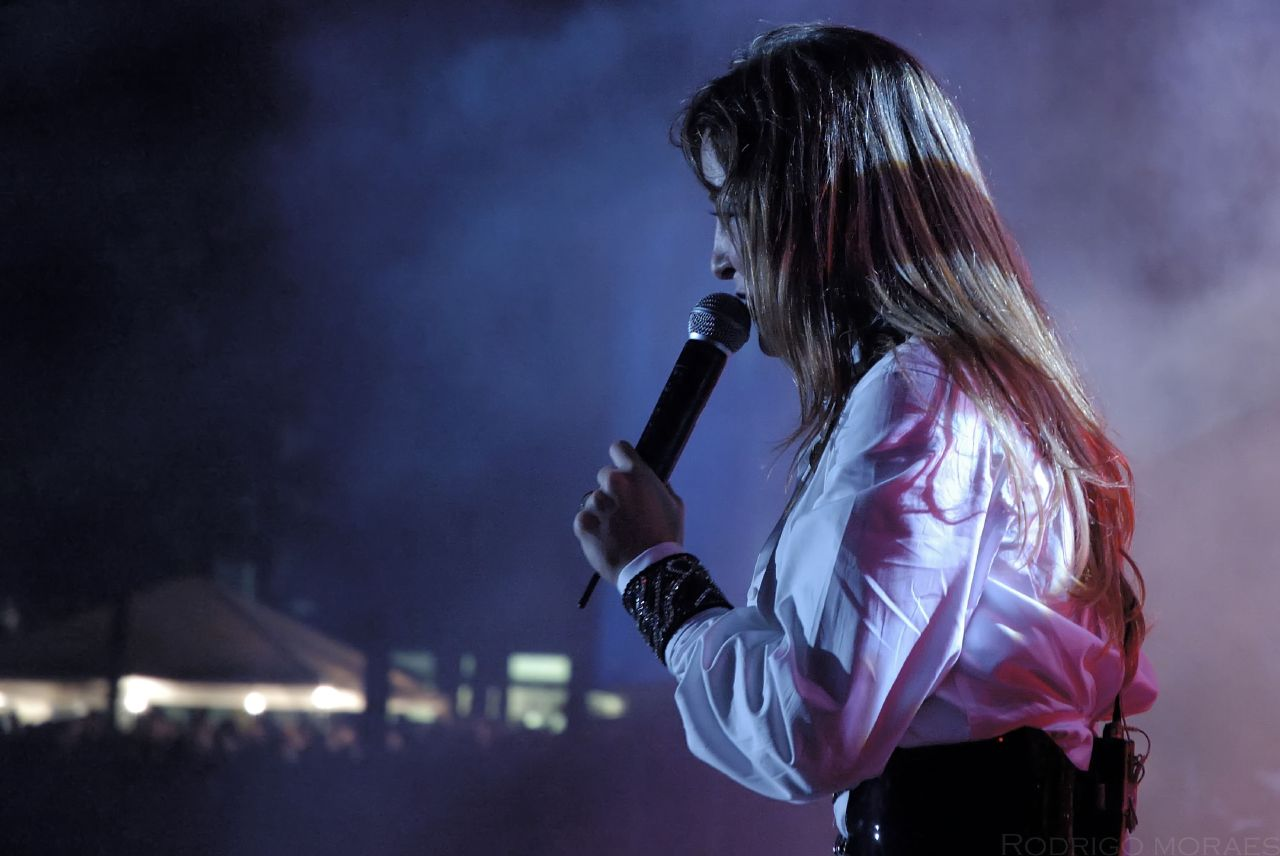
Claudia Festa do Peão.

Depuis 2012, elle est coach de The Voice Brasil.
Le 12 juin 2014, elle participe à la cérémonie d'ouverture de la Coupe du monde 2014 de football au Brésil, en tant que chanteuse de We Are One (Ole Ola) aux côtés du rappeur Pitbull et de Jennifer Lopez.
En janvier 2016, Claudia Leitte lance son cinquième parfum en partenariat avec Jequiti, appelé « Claudia Leitte Chic ». Le 7 mai 2016, Claudia donne le coup d'envoi de sa tournée Corazón Tour à l'Arena Skol Anhembi de São Paulo. En juin, elle annonce avoir déjà enregistré trente morceaux pour son prochain album, dont la date de sortie n'est pas encore prévue. Fin 2016, Claudia lance son sixième parfum, baptisé Claudia Leitte Glam. Un nouveau morceau, intitulée Taquitá, sort le 11 novembre 2016, et peu après, Claudia participe au titre Eu Gosto du producteur Dennis DJ, tous deux promus pendant le carnaval 2017. En août 2017, le tube Baldin de Gelo sort. Taquitá et Baldin obtiennent toutes deux un disque d'or au Brésil. Après la fin de la cinquième saison de l'émission de téléréalité The Voice, un changement de jurés entre les différentes éditions de la franchise est annoncé, Leitte remplaçant Ivete Sangalo dans la version Kids de l'émission, diffusée en janvier 2018. Ce même mois, profitant des célébrations de ses 10 ans de carrière solo, Leitte sort le morceau Carnaval, avec la participation du rappeur Pitbull.

## Discographie

### Albums studio
- 2010 : As máscaras

### Albums live
- 2008 : Ao vivo em Copacabana
- 2012 : Negalora - Íntimo
- 2014 : AXEMUSIC - Ao Vivo

### Singles
- 2008 : Exttravasa (feat. Gabriel o Pensador)
- 2008 : Pássaros
- 2008 : Beijar na boca
- 2009 : Horizonte
- 2009 : As máscaras
- 2010 : Famo$a (feat. Travie McCoy)
- 2010 : Don Juan (feat. Belo)
- 2010 : Água
- 2011 : Trilhos fortes
- 2011 : Dia da farra e do beijo
- 2011 : Samba (feat. Ricky Martin)
- 2012 : Bem vindo amor
- 2012 : Largadinho
- 2013 : Quer saber? (feat. Thiaguinho)
- 2013 : Tarrachinha (feat. Luiz Caldas)
- 2013 : Claudinha bagunceira
- 2014 : Dekolê (feat. J.Perry)
- 2014 : Deusas de amor (feat. Ivete Sangalo)
- 2014 : Talento (feat. Michel Teló)
- 2016 : Corazón (feat. Daddy Yankee)
- 2017 : Baldin de Gelo
- 2018 : Balancinho

### Collaborations
- 2014 : We Are One (Ole Ola) (Pitbull feat. Jennifer Lopez & Claudia Leitte)

### Comme actrice
- 2009 : Malhação - elle-même
- 2009 :  A Turma do Didi - elle-même
- 2009 : Casseta e Planeta - elle-même

## Distinctions
La chanteuse remporte plusieurs prix tout au long de sa carrière. En 2003, elle remporte deux trophées Dodô e Osmar, l'un pour « groupe révélation » (Babado Novo) et l'autre pour « chanteuse révélation ». En 2004, l'interprète remporte deux prix, un Prêmio Multishow et un autre Troféu Dodô e Osmar, pour « groupe révélation » et « meilleure production visuelle d'une chanteuse ». En 2006, elle remporte son premier prix Melhores do Ano pour « meilleur groupe », également pour le groupe Babado Novo. La chanteuse remporte de nombreux prix en 2007, dont un de Band Folia pour « meilleur groupe de carnaval de Salvador », un de Melhores do Ano pour « meilleur groupe », un de VMB pour « Gostosa do Ano » (la plus sexy de l'année), deux de Nickelodeon Kids' Choice Awards pour « meilleur groupe » et « meilleure chanteuse », ainsi qu'un Troféu Imprensa pour « meilleur groupe ». La même année, la chanteuse remporte les prix Prêmio Portal Globo de Rádio, Prêmio Carnatal et Prêmio Band Folia Carnatal.